# Cerro Panteón

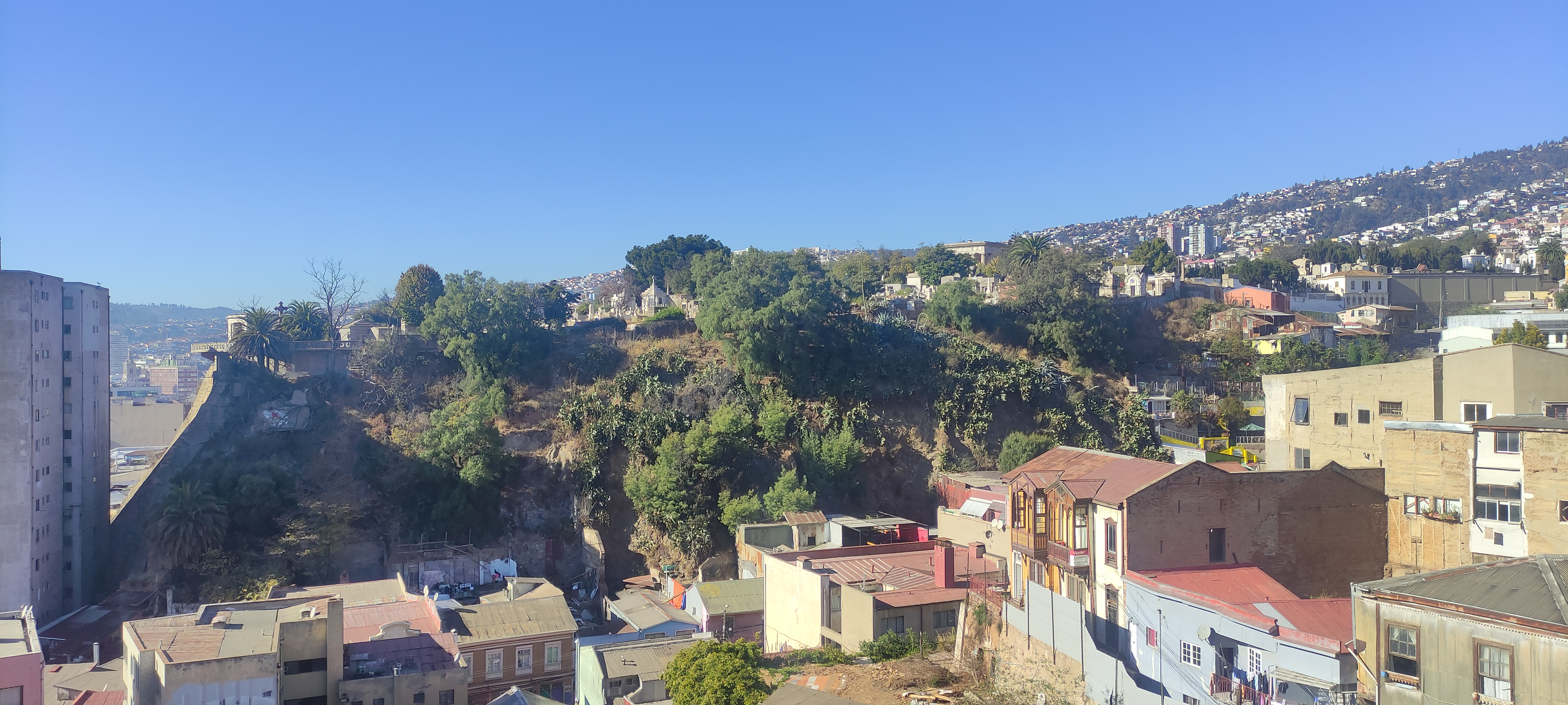
El cerro Panteón desde el cerro Concepción en 2025.

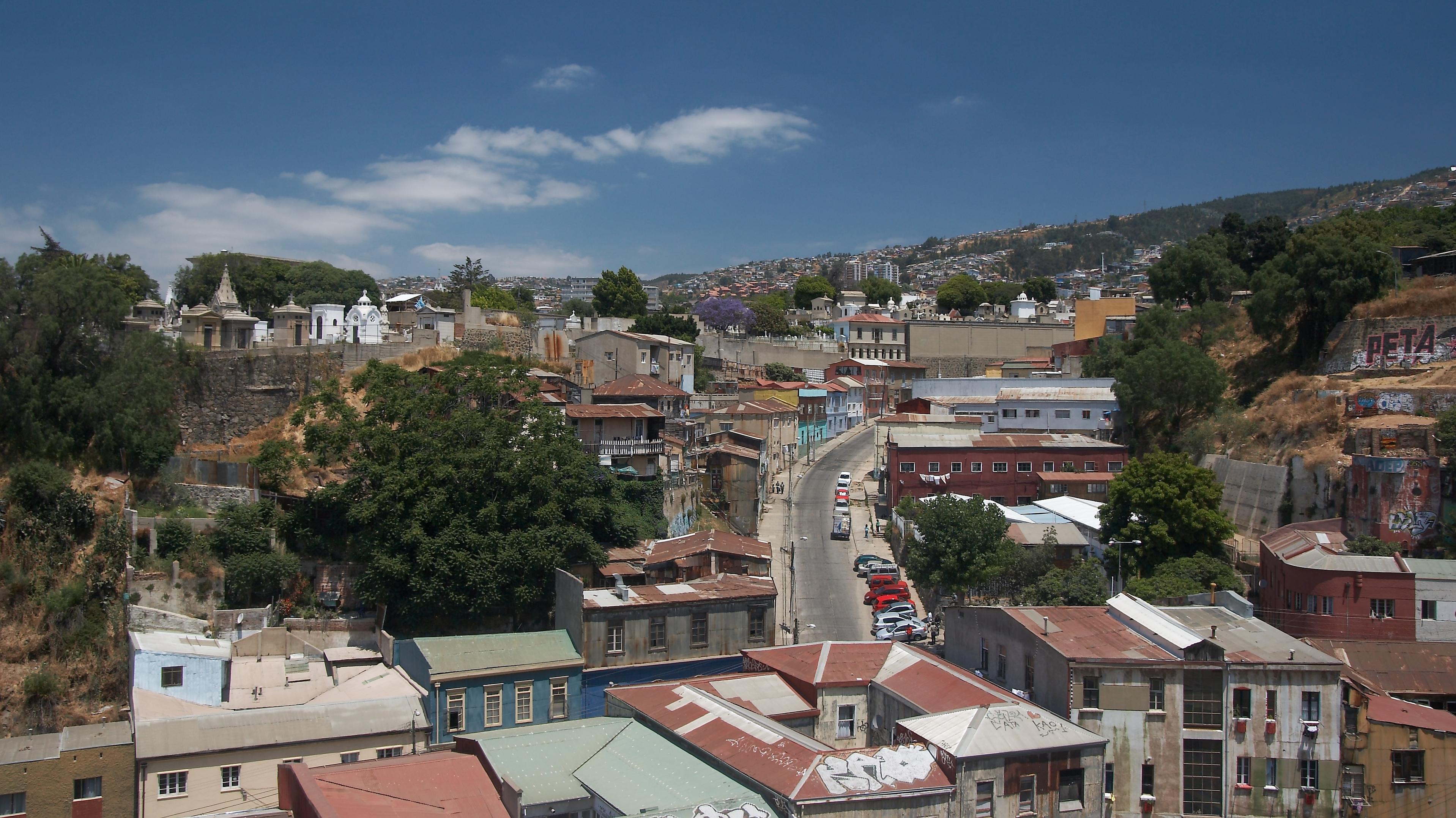
La calle Cumming separa al cerro Panteón (izquierda) del cerro Cárcel (derecha).

El cerro Panteón es uno de los 42 cerros de la ciudad de Valparaíso, Chile. Se encuentra rodeado por las subidas Cumming y Ecuador y tiene su base en la calle Condell. Se encuentra a un costado del cerro Cárcel, formando parte de la cadena central de cerros porteños. Su nombre se debe a que el cerro alberga tres cementerios de la ciudad: el cementerio 1, el Cementerio de Disidentes y el cementerio 2.
Para comienzos del siglo XIX los habitantes de Valparaíso enterraban a sus muertos en el mar o en lo alto de los cerros, ocasionando una crisis sanitaria. En 1825, el gobierno compró los terrenos para fundar un cementerio en el cerro, que en ese entonces se encontraba en la periferia de la ciudad. Nació así el Cementerio Nº 1, para los católicos y el de Disidentes, producto de la gestión de inmigrantes británicos para poder sepultar a los que no profesaban la fe católica. En el año 1848 se fundó el Cementerio Nº 2.